# Данькевич, Константин Фёдорович
Константин Фёдорович Даньке́вич (укр. Костянти́н Фе́дорович Даньке́вич; 1905—1984) — советский, украинский композитор, дирижёр, пианист, педагог. Народный артист СССР (1954).

## Биография
Константин Данькевич родился 11 (24) декабря 1905 года в Одессе (ныне — в Украине).
В 1929 году окончил с отличием Одесский музыкально-драматический институт им. Л. ван Бетховена (ныне — Одесская национальная музыкальная академия имени А. В. Неждановой) по классам фортепиано у М. И. Рыбицкой и композиции у В. А. Золотарёва, П. И. Молчанова и Н. Н. Вилинского. Именно Н. Н. Вилинский, прослушав игру талантливого пианиста студента, настоял на том, чтобы тот начал заниматься композицией. После окончания института их творческая дружба продолжалась на протяжении десятилетий.
С 1929 года — преподаватель теоретических дисциплин, с 1935 — доцент Одесского музыкально-драматического института им. Л. ван Бетховена (с 1934 — Одесская консерватория). В 1944—1951 годах — директор консерватории, заведующий кафедрой композиции, с 1948 — профессор. Внёс большой вклад в восстановление учебного заведения после войны. Среди его учеников — Б. В. Алексеенко, К. А. Мясков, Г. А. Мирецкий и др.
Во время войны работал в Управлении по делам искусств при СНК Грузинской ССР (Тбилиси).
В 1942—1943 годах — художественный руководитель Ансамбля песни и пляски войск НКВД Закавказья в Тбилиси.
С 1953 по 1969 год — профессор Киевской консерватории (ныне Национальная музыкальная академия Украины имени П. И. Чайковского).
Выступал как пианист и дирижёр.
С 1941 — член, в 1956—1967 годах — председатель правления Союза композиторов Украины. В 1948—1967 — член правления Союза композиторов СССР, с 1957 — его секретарь. Во время войны работал также в Союзе композиторов Грузии.
Депутат Верховного Совета Украинской ССР 4—6-го созывов (1955—1967). Неоднократно избирался депутатом Киевского горсовета. Был членом Советского комитета защиты мира, председателем правления Общества румыно-советской дружбы, членом Комитета по Ленинским и Государственным премиям СССР в области  литературы, искусства и архитектуры при СМ СССР.
Умер 26 февраля 1984 года в Киеве. Похоронен на Байковом кладбище.

## Звания и награды
- Лауреат 1-го Всеукраинского конкурса пианистов (1930, Харьков)
- Заслуженный деятель искусств Украинской ССР (1941)[6]
- Народный артист Украинской ССР[7]
- Народный артист СССР (1954)[1]
- Государственная премии Украинской ССР им. Т. Шевченко (1978) — за оперу «Богдан Хмельницкий»
- Орден Ленина (1960)
- Орден Трудового Красного Знамени (1951)
- Медаль «За доблестный труд в Великой Отечественной войне 1941—1945 гг.»
- Медаль «В память 1500-летия Киева».

## Творчество
Оперы:
- «Трагедийная ночь» (по поэме А. Безыменского, 1934)
- «Богдан Хмельницкий» (посвящена 300-летию воссоединения Украины с Россией, 1951)
- «Назар Стодоля» (по пьесе Т. Шевченко, 1960)

Балет:
- «Лилея» (по мотивам сборника «Кобзарь» Т. Шевченко, 1939)

Оперетта (музыкальная комедия):
- «Золотые ключи» (1943)

Для оркестра:
- 2 симфонии (1937 — посвящена 20-летию Октябрьской революции; 1945, 2-я ред., 1947 — посвящена матерям героев Великой Отечественной войны)
- симфонические сюиты: «Украинская народная сюита» (1929), «Педро» (1935), «No pasaran!» (1938), «Богдан Хмельницкий» (1940), из балета «Лилея» (1941)
- симфонические поэмы: «Отелло» (1938), «Тарас Шевченко» (1939), «1917 год» (1955)
- Торжественная увертюра (1928), Торжественный марш (1929), Анданте (1929)

Для солистов, хора и симфонического оркестра:
- оратория «Октябрь» (сл. Е. Блакитного, П. Тычины, А. Безыменского, Н. Бажана, М. Рыльского и А. Малышко, 1957)
- поэмы: «На юге Отчизны, где море шумит» (сл. К. Иванова, 1955), «Поэма об Украине» (сл. собств, 1960), «Песни о человечестве» (сл. А. Суркова, 1961),
- кантата «Заря коммунизма над нами взошла» (сл. собств., 1961)
- ода «Песни об Украине» (сл. А. Малышко)

Для хора и симфонического оркестра:
- «Песня трудовых резервов» (сл. А. Новицкого, 1955)

Для баса с оркестром:
- «Монолог о Тане»

Для хора с сопровождением:
- кантата «Юношеский привет Москве» (сл. П. Воронько, 1954)

Хоры:
- «Ленинцы идут» (сл. В. Сосюры, 1928), «Песня об Олеге Кошевом» (сл. И. Неходы), «Песня об Александре Матросове» (сл. К. Иванова), «Казачья комсомольская» (сл. Я. Цирлина), «В Красную армию» (сл. В. Сосюры, 1942), «Песня о Зое Космодемьянской» (сл. П. Тычины, 1943), «Слава рабочим рукам» (сл. А. Новицкого, 1957), «На знамени Киева — Ленина орден» (сл. собств., 1955), «Песня о Киеве» (сл. А. Десятника, 1962) и др.

Другие сочинения:
- камерно-инструментальные ансамбли — Струнный квартет (1929), Трио для скрипки, виолончели и фортепиано (1930)
- для фортепиано: Соната (1928), Три пьесы (1928), Поэма (1956)
- для скрипки с фортепиано: «Песня и танец» (1930)
- для голоса с фортепиано: сюита «Пастели» (сл. П. Тычины, 1930)
- романсы (10), песни (около 100) на сл. А. Пушкина, М. Лермонтова, Т. Шевченко, И. Франко, М. Рыльского, М. Алигер, П. Тычины, В. Сосюры, С. Руданского и др.
- обработки украинских и российских народных песен (6)
- музыка к кинофильмам и драматическим спектаклям (около 20): «Ярослав Мудрый» И. Кочерги (1946, Харьков), «Борис Годунов» А. Пушкина (1937, Одесса), «Отелло» (1937, Одесса), «Много шума из ничего» (1939, Киев), «Гамлет» (1956) У. Шекспира , Маскарад М. Лермонтова (1949, Одесса), «Слуга двух господ» К. Гольдони (1934),  «Правда» (1937), «Богдан Хмельницкий» (1939), «Гибель эскадры» (1951) А. Корнейчука и др.

### Фильмография
- 1935 — Одесса (документальный)
- 1938 — Педро (короткометражный)
- 1939 — Эскадрилья № 5
- 1956 — Триста лет тому…
- 1957 — Правда
- 1957 — Рожденные бурей
- 1958 — Лилея

## Отзывы
Александр Сокол, ректор Одесской государственной музыкальной академии им. А. В. Неждановой, вспоминает о Данькевиче:
 … Затем вдруг стоя, без предупреждения, совершенно неожиданно прошелся по клавишам (промелькнули отрывки из Дебюсси или Равеля), затем ещё раз и ещё раз, и «это было все». Я никогда не слышал, чтобы так играли на рояле. Своей огромной рукой с толстыми пухлыми пальцами он извлекал нежнейшие, мерцающие, невероятной воздушности и именно пианистической красочности пассажи. Это исполнение пассажей — так же, как «ложь в музыке — это сифилис» — забыть невозможно. Дальше он мог делать с нами все, что угодно. Он играл, пел, декламировал, изображал оркестр, «лицедействовал», но уже музыкально. (Позже я узнал, что подобным образом он демонстрировал в театре свои оперы, исполняя партии всех действующих лиц, декламируя, играя, комментируя, разъясняя). На наших же глазах опера театральная преобразовалась в ораторскую монооперу.
   И мне показалось в итоге, что он был дважды гениален - как драматический актер и как исполнитель. Как композитор, он только пытался слить эти две ипостаси в одну. И все это позже проявилось, слившись в одной грандиозной личности «ЧЕЛОВЕКА-АРТИСТА» (композитора, исполнителя, оратора, поэта, организатора, педагога и т.д.)..  

Свои акценты расставляет дирижёр Игорь Блажков:

Данькевич — человек-амплуа. Как в опере-буфф, где должен быть персонаж-бас, отвечающий определенным требованиям эпохи. На всех правительственных концертах он выступал с одним и тем же номером — пел свою песню на собственный текст под собственный аккомпанемент. К следующему концерту — новую напишет, но примерно такого же содержания. Здоровый был мужик, огромный. Как сейчас помню: рояль на покатой сцене Октябрьского дворца вдруг начинает ехать. И он, продолжая петь про партию и играя левой рукой, правой его как пушинку к себе притягивает!

## Память
- С 1984 года имя К. Данькевича носит Одесское училище искусств и культуры.
- В 1985 году, в Киеве на доме по улице Пушкинской, 21, где с 1952 по 1984 год жил композитор, установлена мемориальная доска (бронза; барельеф; скульптор А. А. Ковалёв, архитектор О. Б. Иванцов).
- В 1987 году, в Киеве на Троещине в честь композитора названа улица.